# Vactrain
Un vactrain (dall'inglese vacuum-train, lett. "treno a vuoto") è una proposta di progetto per una trasporto su rotaia ad altissima velocità. Si tratta di una linea di levitazione magnetica all'interno di un tubo o galleria parzialmente sottovuoto. La ridotta resistenza dell'aria potrebbe permettere a questi treni a vuoto di viaggiare a velocità altissime, potenzialmente ipersoniche con un'alimentazione relativamente ridotta.
Si tratta ancora di una tecnologia futuribile di cui non è ancora stato prodotto un prototipo.

## Vantaggi velocistici dei Vactrain
Teoricamente, i tunnel dei vactrain potrebbero essere costruiti così profondamente da passare sotto gli oceani, permettendo così veloci viaggi intercontinentali. I vactrain potrebbero sfruttare la gravità per aiutare la loro accelerazione. Se treni di questo tipo potessero viaggiare così velocemente come predetto, per un viaggio tra Londra e New York si impiegherebbe meno di un'ora, rendendo obsoleta l'aviazione in quella tratta (e anche per località vicine), dato che il vactrain sarebbe un mezzo di trasporto più veloce e al contempo energeticamente più efficiente rispetto all'aereo
Ma senza grossi progressi nella costruzione di tunnel (metodi come lo scavo con taglienti getti gassosi di plasma o con getti da gas combusto nitrometano-ossigeno, che si stanno sperimentando dal 2000 in poi) e altre tecnologie necessarie (come la superconduttività a temperatura ambiente), la costruzione del sistema dei vactrain sarebbe assurdamente lenta e costosa in modo proibitivo. Sono stati proposti metodi alternativi come la costruzione di tubi sopraelevati in cemento armato, con un vuoto parziale per ridurre i costi.

## Svantaggi
Gli svantaggi più evidenti di questa tecnologia sono essenzialmente due, di carattere artificiale e naturale:
- artificiale: un attentato all'interno di uno di questi moduli ad ipervelocità avrebbe effetti disastrosi e probabilmente costosissimi
- naturale: altissima sensibilità alle scosse telluriche

A questi si aggiungono gli effetti pseudo-gravitazionali: si calcola che il vettore potrebbe raggiungere un'accelerazione di 1 g, pari cioè all'accelerazione gravitazionale terrestre.

## Storia
Già verso la fine del XIX secolo, venne fantasticato un collegamento con un tunnel transatlantico tra gli Stati Uniti e la Gran Bretagna.

### Primi studi di Robert Goddard nel 1910
Il concetto moderno del vactrain, con tubi sottoposti a vuoto spinto e tecnologia maglev per la loro levitazione e propulsione, venne studiato nella sua fattibilità tecnologica per la prima volta nel 1910, dall'ingegnere statunitense Robert Goddard, che progettò alcuni prototipi dettagliati quando era uno studente universitario. Il treno che ipotizzava, avrebbe viaggiato da Boston a New York in 12 minuti, raggiungendo i 1.600 km/h. I progetti per questo treno vennero scoperti soltanto dopo la morte di Goddard nel 1945.

### Studi della RAND corporation negli anni settanta
I progetti dei vactrain apparivano spesso nei titoli dei giornali durante gli anni settanta quando uno tra i principali sostenitori, Robert F. Salter della RAND corporation, pubblicò una serie di elaborati articoli che esploravano molti dei suoi aspetti ingegneristici, nel 1972 e di nuovo nel 1978.
In un'intervista con Robert Salter apparsa nel Los Angeles Times (11 giugno del 1972), si discuteva, in dettaglio, la relativa facilità con la quale il governo statunitense avrebbe potuto costruire un sistema di trasporto interurbano, utilizzando tecnologie disponibili all'epoca. Dal momento che i treni a levitazione erano scarsamente sviluppati dal punto di vista ingegneristico a quel tempo, lui proponeva ruote in acciaio. Salter metteva in risalto anche come questo tipo di sistema avrebbe aiutato a ridurre il danno ambientale causato all'atmosfera dall'aviazione e dal trasporto di superficie. Robert Salter affermava che la "Very High Speed Transportation" (sotto forma di navette all'interno di tubi sotterranei) fosse il "prossimo passo più logico per la nazione". I piani non videro mai la prosecuzione allo stadio pre-progettuale.
Negli anni che videro queste pubblicazioni, il prestigio della nazione era sotto scacco, dal momento che in Giappone aveva cominciato ad operare il servizio di treni proiettile già da alcuni anni, e la ricerca sui treni a levitazione magnetica era una tecnologia ancora "calda", del tutto inesplorata. Il treno Planetran, proposto dagli statunitensi, forse si proponeva traguardi davvero troppo futuribili, dal momento che avrebbe stabilito un servizio di metropolitana trans-continentale negli Stati Uniti con la possibilità di effettuare il pendolarismo tra Los Angeles e New York in soltanto un'ora. Il tunnel sarebbe stato scavato ad una profondità di alcune centinaia di metri in formazioni di roccia molto solida e stabile. Il processo di costruzione si sarebbe servito di guide laser per assicurare il perfetto allineamento e l'utilizzo di scavatrici con perforatori in tungsteno per polverizzare le formazioni di roccia ignea. Dentro il tunnel si sarebbe mantenuto un vuoto parziale per minimizzare l'attrito. Si ipotizzavano velocità medie di 4.800 km/h che avrebbero sottoposto i passeggeri a forze fino a 1,4 volte quella della gravità, richiedendo l'utilizzo di compartimenti con sospensione cardanica, capaci di assetto variabile di tutta la cabina del treno oppure dei compartimenti interni.

#### Costi
L'enorme costo di costruzione (stimato al livello del migliaio di miliardi di dollari, 1012 $)  è stato l'argomento principale che decretò la non viabilità della proposta di Salter. D'altra parte questo corrisponde a due anni del bilancio della difesa degli Stati Uniti d'America.

### Proposte più recenti (dal gruppo Eurotunnel)
Recenti proposte di "vactrain" fatte da Frank Davidson (membro fondatore del progetto Eurotunnel) e dall'ingegnere giapponese Yoshihiro Kyonati hanno affrontato la possibilità di risolvere i problemi riguardanti il collegamento transoceanico (risolvere non soltanto la variazione di pressione pari a 400-500 atmosfere nel fondo oceanico, ma anche la dorsale oceanica, zona vulcanica oltre che sismica) grazie ad un tubo galleggiante sospeso sopra il fondo oceanico, ancorato con cavi. Il tubo di transito sarebbe sospeso ad almeno 300 metri di profondità (a 30 + 1 atm.), sotto la superficie oceanica, in modo da evitare la turbolenza oceanica.

## Vactrain nella cultura di massa

### Libri
I vactrain sono stati rappresentati in molti lavori della fantascienza, tra questi i libri di Arthur C. Clarke (Rescue Party, 1946); di Peter F. Hamilton (The Night's Dawn Trilogy); di Joe Haldeman (nella sua novella Buying Time), Larry Niven (A World Out of Time); di Jerry Yulsman (Elleander Morning), e di Jasper Fforde (romanzi della serie di Thursday Next).

### Film
La serie televisiva Spazio 1999, mostrava un vactrain lunare. Nella pellicola Star Trek: The Motion Picture, del 1979 la città di San Francisco nel XXIII secolo è collegata da un vactrain che passa nei pressi del Golden Gate Bridge. Altre produzioni televisive di Gene Roddenberry, come Genesis II e Planet Earth, mostravano ipotetiche versioni di questo tipo di trasporto.

### Musica
Ad un sistema di trasporto simile, si allude brevemente nella canzone di utopia tecnologica "I.G.Y.," apparsa nell'album del 1982 The Nightfly, di Donald Fagen:
 At this point in time... it's clear
The future looks bright
On that train all graphite and glitter
Undersea by rail
Ninety minutes from New York to Paris...
In questo momento... è chiaro
Il futuro appare luminoso
Su quel treno tutto di grafite e pailletes
Sotto al mare per ferrovia
Novanta minuti da New York a Parigi...

### Videogiochi
Nel videogioco open source Open TTD esiste una modifica extra chiamata "NewGRF" dove si può giocare con il vactrain facendo vedere gli alti costi di cinque diversi tipi di motrici, ma anche gli alti guadagni.